# Mevkuž
Mevkuž je naselje v Občini Gorje.